# Las Minas (Herrera)
Pour l’article homonyme, voir District de Las Minas.
Las Minas est un corregimiento et chef-lieu du district de Las Minas dans la province de Herrera, en République du Panama. 